# Chrysolina sanguinolenta
Chrysolina sanguinolenta (Linnaeus, 1758) è un coleottero appartenente alla famiglia Chrysomelidae.

## Descrizione

### Adulto
Questo coleottero presenta una forma tondeggiante ed una colorazione molto simile a quella di Chrysolina rossia. Tuttavia può essere distinta da quest'ultima osservando la forma del pronoto: in questa specie è tondeggiante mentre in Chrysolina rossia è trapezoidale.

## Biologia
Chrysolina sanguinolenta è un coleottero di abitudini prettamente diurne e gli adulti compaiono con l'arrivo della primavera.

### Alimentazione
Come la gran parte dei crisomelidi, sia gli adulti sia le larve, è fitofaga, cioè si nutre di piante.

## Distribuzione e habitat
Questo coleottero è visibile in tutta Europa centrale e settentrionale, al di fuori di  Norvegia e Irlanda. É assente dall'Europa meridionale.
Trovato anche in Italia.